# Alconeura splendida
Alconeura splendida är en insektsart som beskrevs av Knull 1951. Alconeura splendida ingår i släktet Alconeura och familjen dvärgstritar.
Artens utbredningsområde är Kalifornien. Inga underarter finns listade i Catalogue of Life.